# Gonzalo González Fernández
Gonzalo González Fernández (Bembibre, León, 25 de enero de 1990), conocido profesionalmente como Gonzalo, es un futbolista español que actualmente juega en el Club Deportivo Boiro , que milita en la Segunda División B de España. Anteriormente había desarrollado su carrera deportiva profesional en la Cultural y Deportiva Leonesa, también en Segunda B. 
La demarcación habitual de Gonzalo es la de centrocampista, concretamente la posición de mediocentro.

## Clubes
| Club                    | País   | Temporadas    |
| ----------------------- | ------ | ------------- |
| Cultural Leonesa        | España | 2010-2011     |
| CD La Virgen del Camino | España | 2011-2012     |
| Cultural Leonesa        | España | 2012- 2016    |
| CD Boiro                | España | 2016 - 2017   |
| Atlético Astorga        | España | 2017 - actual |